# Museo Sorolla
El Museo Sorolla es un museo estatal español ubicado en un palacete del paseo del General Martínez Campos de Madrid, emplazamiento que sirvió de taller y vivienda al pintor Joaquín Sorolla (1863-1923) junto a su mujer, Clotilde García del Castillo, y sus tres hijos. 
El edificio fue construido en 1911 bajo la dirección del arquitecto Enrique María Repullés, que materializó los deseos del pintor de crear un espacio que fusionase el área de trabajo y su vivienda y que además contase con un espacio de jardín. La vivienda conserva el ambiente original de muchos de los espacios, además de alojar una amplia colección de obras de Sorolla, así como también numerosos objetos que reunió como coleccionista durante su vida. Se trata además de una de las casas de artista mejor conservadas de Europa. Desde el 1 de marzo de 1962, el edificio es monumento histórico-artístico nacional.
La habilitación del espacio como museo que albergase las obras del pintor surgió como iniciativa de su propia esposa, Clotilde García del Castillo Clotilde García del Castillo (1865-1929), quien en 1925 dictó testamento legando al Estado español las obras y patrimonio en su poder para así crear un lugar que honrase la memoria de su marido. El 28 de marzo de 1931 se aceptó la donación mediante real orden y se clasificó como una Fundación benéfico-docente de carácter particular. El museo fue inaugurado en 1932 y quedó bajo la dirección del hijo del artista, Joaquín Sorolla García. Cuando este falleció en 1948, legó un gran número de obras para la ampliación de los fondos del museo, aceptados por el Estado en 1951.
El 27 de abril de 1973 el museo fue incorporado al Patronato Nacional de Museos —suprimido en 1985—, lo que conllevó una mayor profesionalización en su administración, con un conservador-director perteneciente al cuerpo facultativo de conservadores de museos al frente de su gestión. Desde 2009 es un museo nacional de España, adscrito al Ministerio de Cultura con gestión exclusiva de la Dirección General de Bellas Artes. Desde 2003 está gozando de un creciente éxito de público, de modo que en 2023 computó más de 345.000 visitas.
Desde 2022 el museo está acometiendo importantes trabajos de renovación y ampliación, que hasta ahora han sido compatibles con la actividad de la institución. Sin embargo, a finales de 2024 se abordará la fase final y más extensa de este proyecto, por lo cual el museo cerrará sus puertas el 1 de octubre de 2024 y prevé su reapertura a principios de 2026.

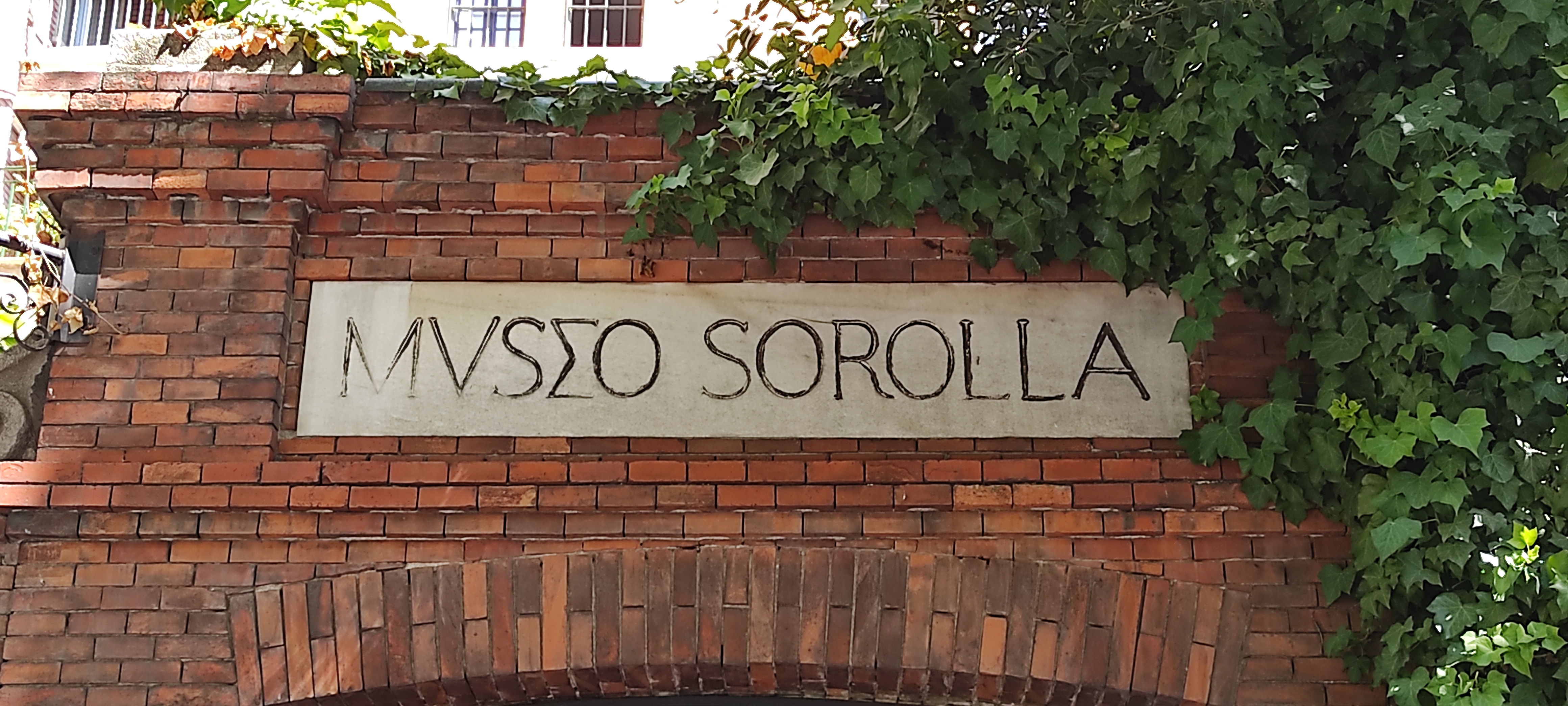
Rótulo presidiendo el acceso

## Historia
La creación de un museo en el edificio que sirvió como vivienda de la familia, fue idea y deseo expreso de Clotilde García del Castillo, mujer de Sorolla, tal como dejó constancia en su testamento de 1925, donde cedía la casa y su colección de obras al Estado español con el fin de perpetuar la memoria de su marido. Fallecido este en 1923 sin dejar testamento, tuvo que procederse a la realización de un inventario de los bienes propiedad del pintor, que se concluiría el 20 de noviembre de 1929, ya fallecida su mujer. No habiéndose materializado los deseos de Clotilde, esta empresa sería retomada y llevada a cabo por sus hijos. De este modo, el legado de la viuda fue aceptado el 28 de marzo de 1931 por una Real Orden publicada en la Gaceta del 12 de abril que clasificaba la institución como Fundación benéfico-docente de carácter particular. Ese mismo año, el hijo donaba 56 obras para la constitución del museo, junto a otras cedidas por sus hermanas.
Paralelamente, el 29 de mayo de ese mismo año se crearía el Patronato que velaría por que los fines de la recién instituida Fundación llegaran a buen puerto. Este estaba compuesta en un primer momento por los hijos de Sorolla; María, Joaquín y Elena; representantes de diversas instituciones estatales; el Jefe del Estado, que ocupaba la presidencia; el ministro de Instrucción Pública y Bellas Artes; así como el presidente de la Hispanic Society of America, para la cual el pintor había realizado uno de los proyectos más ambiciosos de toda su producción artística. Entre las labores que realizó esta primera formación del Patronato se encuentra la redacción del Reglamento del Museo, el primero que tuvo, aprobado por Decreto el 24 de marzo de 1932 y publicado en la Gaceta del 26 de mayo de ese mismo año. De este modo, el Museo es inaugurado el 11 de junio de 1932, bajo la dirección de Joaquín Sorolla García, hijo del pintor, aunque en este primer momento solo la primera planta permanecía abierta al público.
La Guerra Civil obligaría al cierre del museo y al cese de las labores del Patronato por un Decreto de 1936, reabriéndose al público en 1941, una vez finalizada la contienda. Tras esta nueva reinauguración, el 26 de julio de 1945 se abrirían al público por primera vez las salas de la primera planta tras una previa rehabilitación. Estas se correspondían con las habitaciones personales del matrimonio y los hijos. Joaquín Sorolla García, el por entonces director del museo, comentaba que precisamente por el carácter íntimo de estas se les había querido dar un "sabor puramente íntimo y familiar", de ahí que se expusieran retratos de la familia, enseres del pintor o medallas ganadas en sus muchas exposiciones.
Muerto Joaquín Sorolla García el 2 de marzo de 1948 y como expresaba en su testamento, sus propiedades pasaron a la Fundación del Museo y tres años después, por una Orden Ministerial del 16 de julio de 1951, se acepta su legado y se añade al de su madre, sumándose 156 obras más a los fondos de la Fundación. La dirección fue asumida por Francisco Pons-Sorolla, nieto del pintor e hijo de María Sorolla García y Francisco Pons Arnau. Bajo su administración se crearía una sala dedicada a los "dibujos, guaches y acuarelas" del valenciano y se publicaría el primer catálogo del Museo, Vida y obra de Joaquín Sorolla, por Bernardino de Pantorba.
En los años 60 el museo sufrió una crisis económica debido a la falta de financiación, lo que llevó a que el 27 de abril del 1973 fuese incorporado al Patronato Nacional de Museos, hoy desaparecido, que conllevaría a una mayor profesionalización en su administración, gestionándose por un conservador-director perteneciente al cuerpo facultativo de conservadores de museos.
Ya en el año 1980 se propone un proyecto de ampliación del museo con motivo del cincuenta aniversario de su apertura, lo que le proporcionaría nuevas salas de exposición que más tarde tuvieron que ser cerradas para destinarse al almacenaje de la colección. No es hasta el año 1990 que el museo participa en un proyecto internacional por primera vez desde su constitución, la exposición Zorn-Sorolla, inaugurada el 7 de noviembre de 1991 en Suecia y que más tarde sería llevada al propio Museo Sorolla el 4 de marzo de 1992. Tras esta, se hizo patente la necesidad de un nuevo Estatuto Jurídico, aprobado el 30 de julio de 1993 por el Consejo de Ministros. Ello llevó a la división, por una parte, del Museo Sorolla que dependería del Ministerio de Educación y Cultura, y por otra, de la Fundación, que seguiría su camino como Fundación Cultural Privada.
Desde 2022 el museo está acometiendo importantes trabajos de renovación y ampliación. La primera fase, que ha consistido en la ampliación de los espacios expositivos y de almacenaje en un solar contiguo, ha sido compatible con la actividad de la institución. La fase final de este proyecto es la renovación del palacete original, lo cual requiere cerrarlo al público. El museo cerró sus puertas el 1 de octubre de 2024 y prevé su reapertura a principios de 2026. Con ello se pretende duplicar el espacio del museo que pasa de tener 1700 metros útiles a 3300 metros útiles. La ampliación, llevada a cabo por los arquitectos Fuensanta Nieto y Enrique Sobejano, se realiza adaptando un garaje a un museo. El presupuesto de la ampliación y rehabilitación —sin contar con los equipamientos y la compra del local (un antiguo taller de Volvo)— asciende a 6.686.668 €.

## Sede

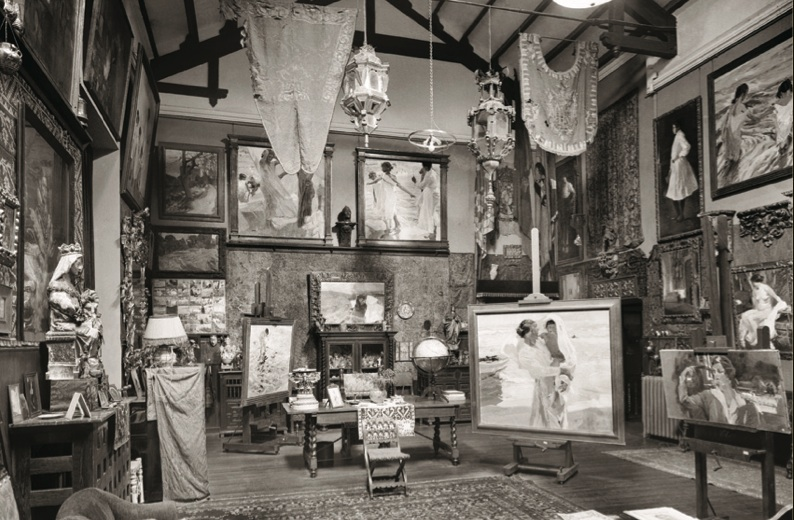
Taller de Joaquín Sorolla y Bastida

La casa-museo Sorolla, situada en el Paseo del General Martínez Campos n.º 37 en Madrid, fue construida en 1911, materializando los deseos del pintor Joaquín Sorolla y Bastida de crear un espacio que fusionase el área de trabajo y su vivienda, y que además contase con un espacio de jardín.
Gracias al éxito que el artista valenciano venía cosechando años atrás, el 17 de noviembre de 1905 adquiriría el primer terreno de la casa, que se corresponde con la zona de vivienda y el estudio, así como el jardín trasero. Cuatro años después, en 1909, compraría el terreno aledaño, aportándole espacio adicional para ampliar su estudio y construir el resto del jardín. Esta empresa recaería sobre el arquitecto Enrique María de Repullés y Vargas (1845-1922), que para acometer con esta contaría con la ayuda del propio Sorolla. De este modo, la construcción de la casa comenzaría ya en 1910 y se extendería hasta 1919, aunque se sabe que la familia comenzaría a habitarla ya en 1911.
El edificio se constituye en torno a dos plantas, a lo que se añade el ya nombrado nivel de jardín. La planta principal o planta noble, dispone de dos accesos, el principal y otro lateral. En esta planta también se localizan los tres estudios del pintor y el salón-comedor, todo iluminado a través de grandes ventanales que llenan las estancias de abundante luz, tal y como el valenciano requería. A través de este nivel se accedía al semisótano, donde se situaban la cocina y otras dependencias entre las que estaba la vivienda de los guardeses. Por su parte, la primera planta se correspondía con la zona más íntima, donde se encontraban los dormitorios tanto de la familia como del personal de la casa. Finalmente el jardín, que se divide en tres espacios diferentes, fue obra del pintor en su diseño y disposición.
El primer proyecto del artista para su futura casa contaba con una fachada dividida en cuatro partes, tal y como se aprecia en el edificio actual, pero la decoración era más simple y de tendencia neoclásica. Una vez adquiere el segundo terreno, Sorolla desarrollaría un segundo diseño donde las referencias a la arquitectura andaluza son bastante patentes, fruto del encargo de las obras para la Hispanic Society, lo que le llevaría a emprender viajes por todo el país.  
Para la habilitación del edificio como museo, gran parte de su estructuramiento interno fue reformado, a excepción de parte de la planta baja. De este modo, las salas correspondientes en la actualidad a la I, II y III, en su momento conformaban los tres estudios del pintor. La sala I era utilizada como almacén, la II para la exposición de obras del artista y la sala III era el estudio propiamente dicho. Esta sala comunicaba con la zona familiar, que se corresponde con un salón que comunica con la entrada principal de la casa, hoy salida del museo; una sala que precede a la sala del almuerzo y una escalera que lleva al primer piso, donde actualmente se llevan a cabo las exposiciones temporales (salas de la IV a la VI). Desde esta, a través de otra escalera, se accede a la segunda planta, zona del servicio en un primer momento, luego habitación de Joaquín Sorolla García desde 1941, tras lo cual en 1982 se utilizaría como las oficinas del museo y actualmente, como lugar donde se desarrollan los talleres organizados por la institución.
Por su parte, los jardines se han conservado fieles a cómo estaban en la época en la que la familia habitaba la vivienda gracias a las restauraciones llevadas a cabo entre 1986 y 1991. Como ya se nombró anteriormente, el estilo andalusí estaría especialmente presente en este espacio. La Alhambra y el Alcázar de Sevilla fueron los monumentos que más inspirarían al pintor en su afán por diseñar el espacio exterior de su vivienda. Para esta empresa, Sorolla se hizo con diferentes elementos como fuentes, azulejos, columnas, estatuas, plantas y árboles, todo proveniente de Andalucía. De este modo, son apreciables algunas características propias de los patios y jardines de esta zona, como la predominante geometría; la presencia del agua o la gran abundancia de colores, que se consigue no solo a través de la vegetación, sino que también por la ornamentación de azulejos que recubren zonas concretas del jardín.
El 1 de marzo de 1962, el edificio fue declarado Monumento Histórico-Artístico Nacional con la condición de que contuviera la colección del artista.

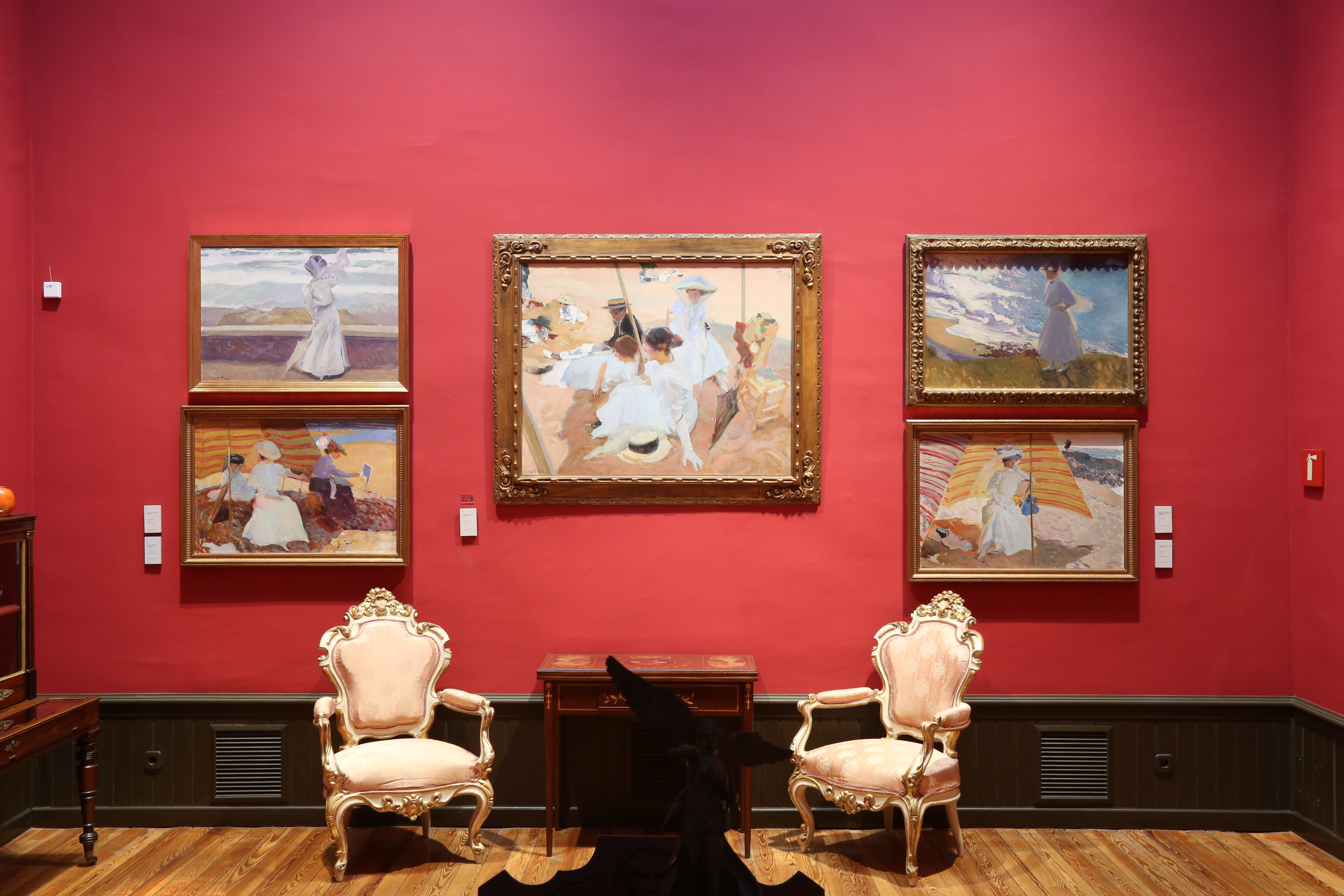
Sala II-muro norte
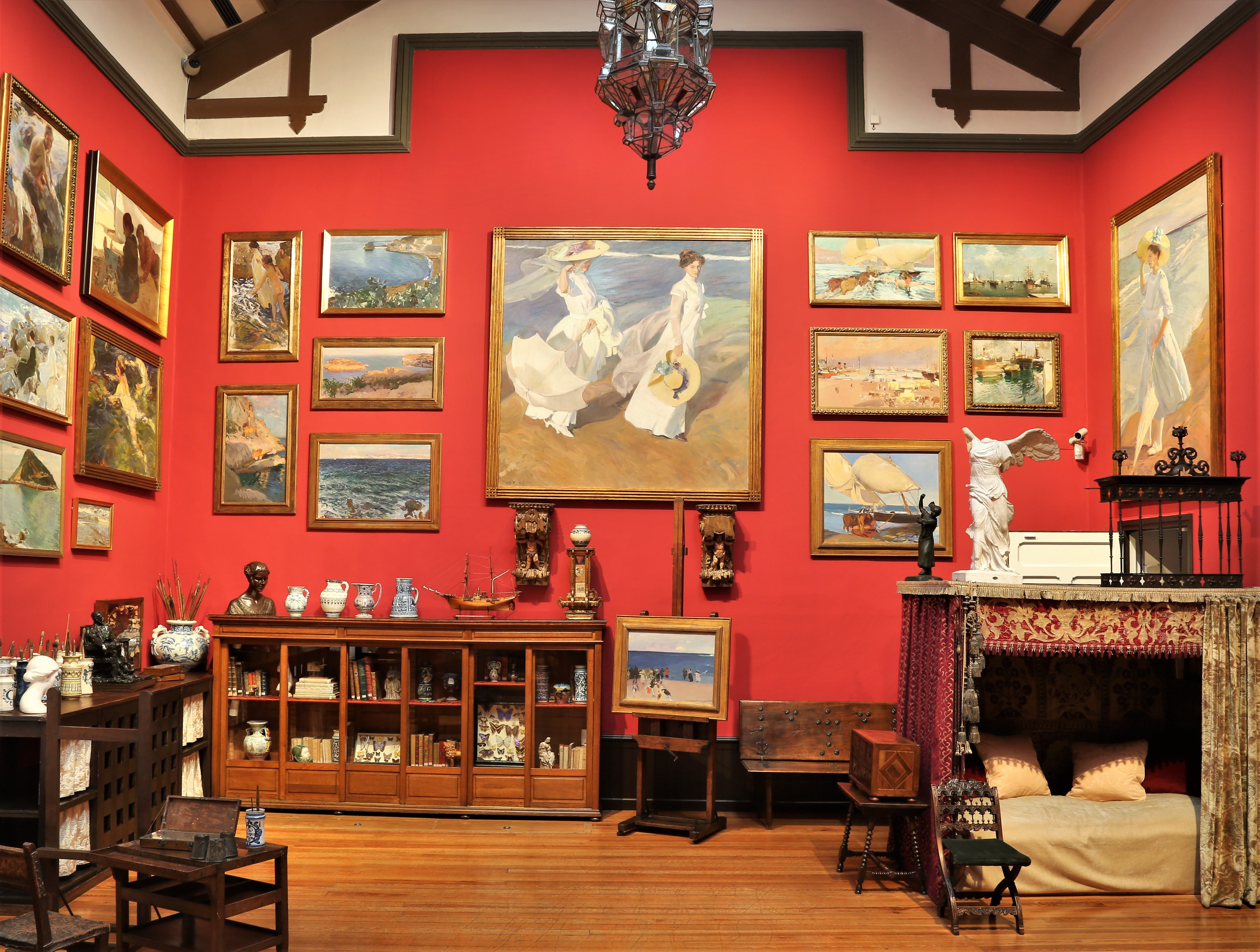
Sala III
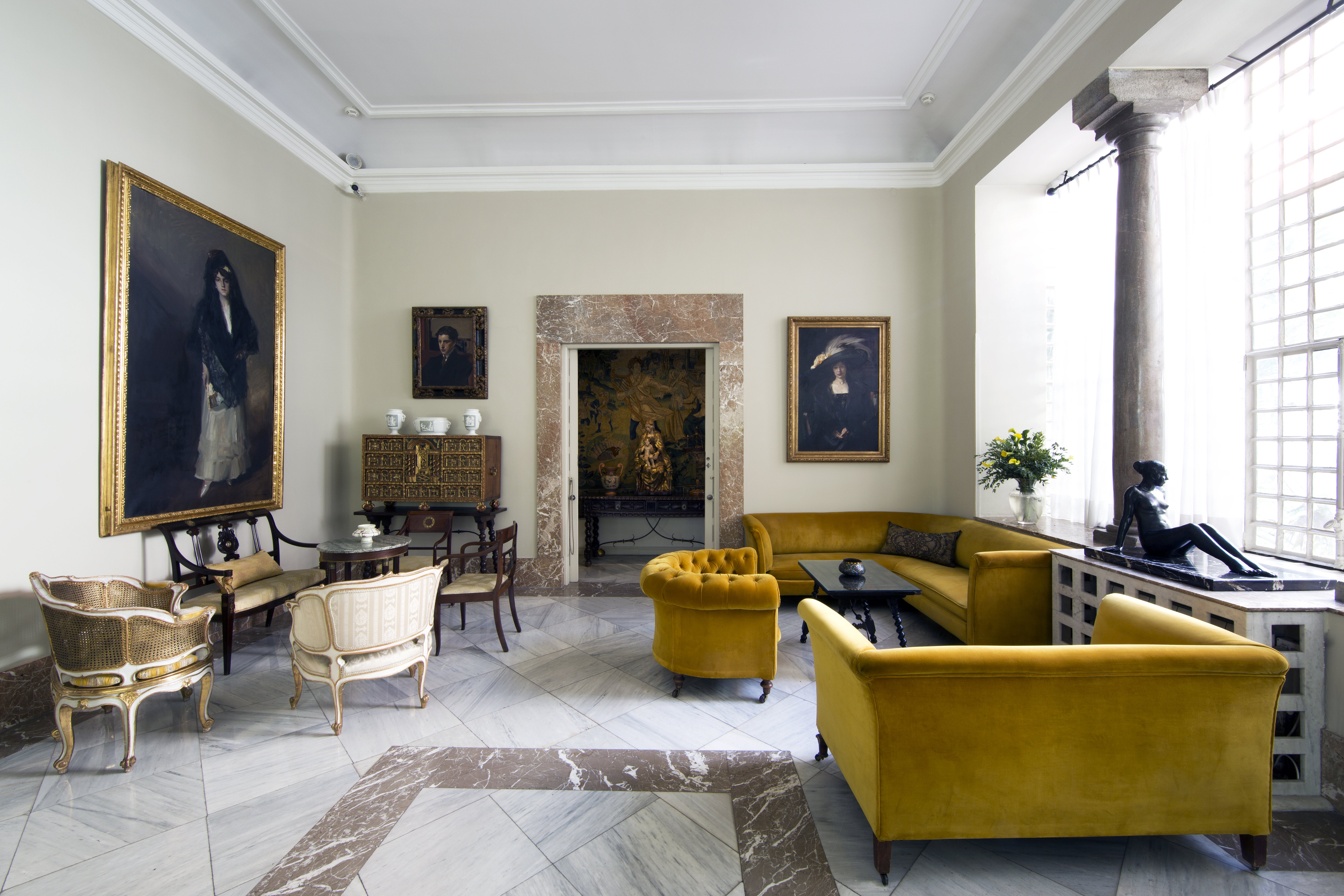
Salón
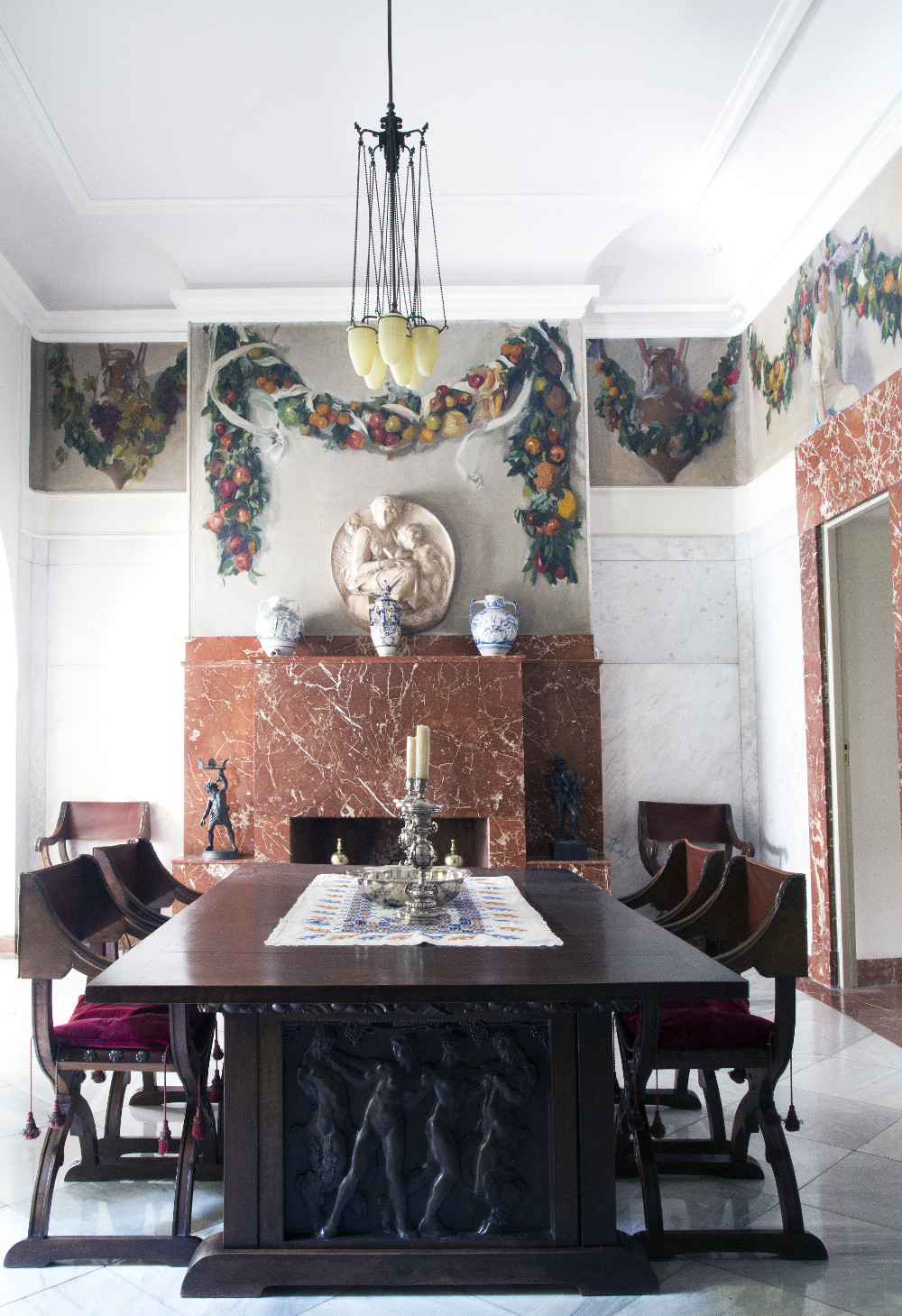
Comedor
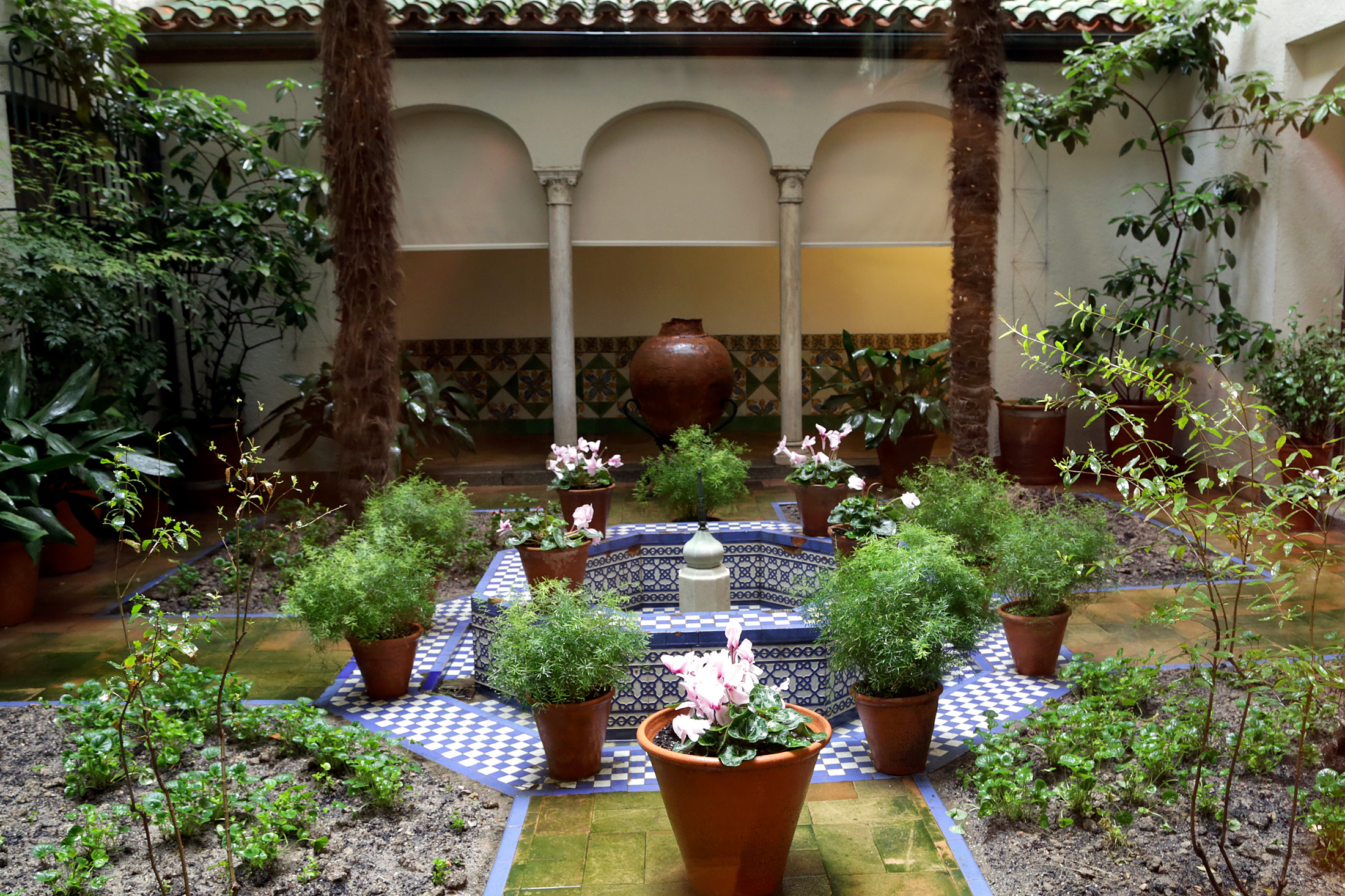
Patio andaluz con azulejos de Triana
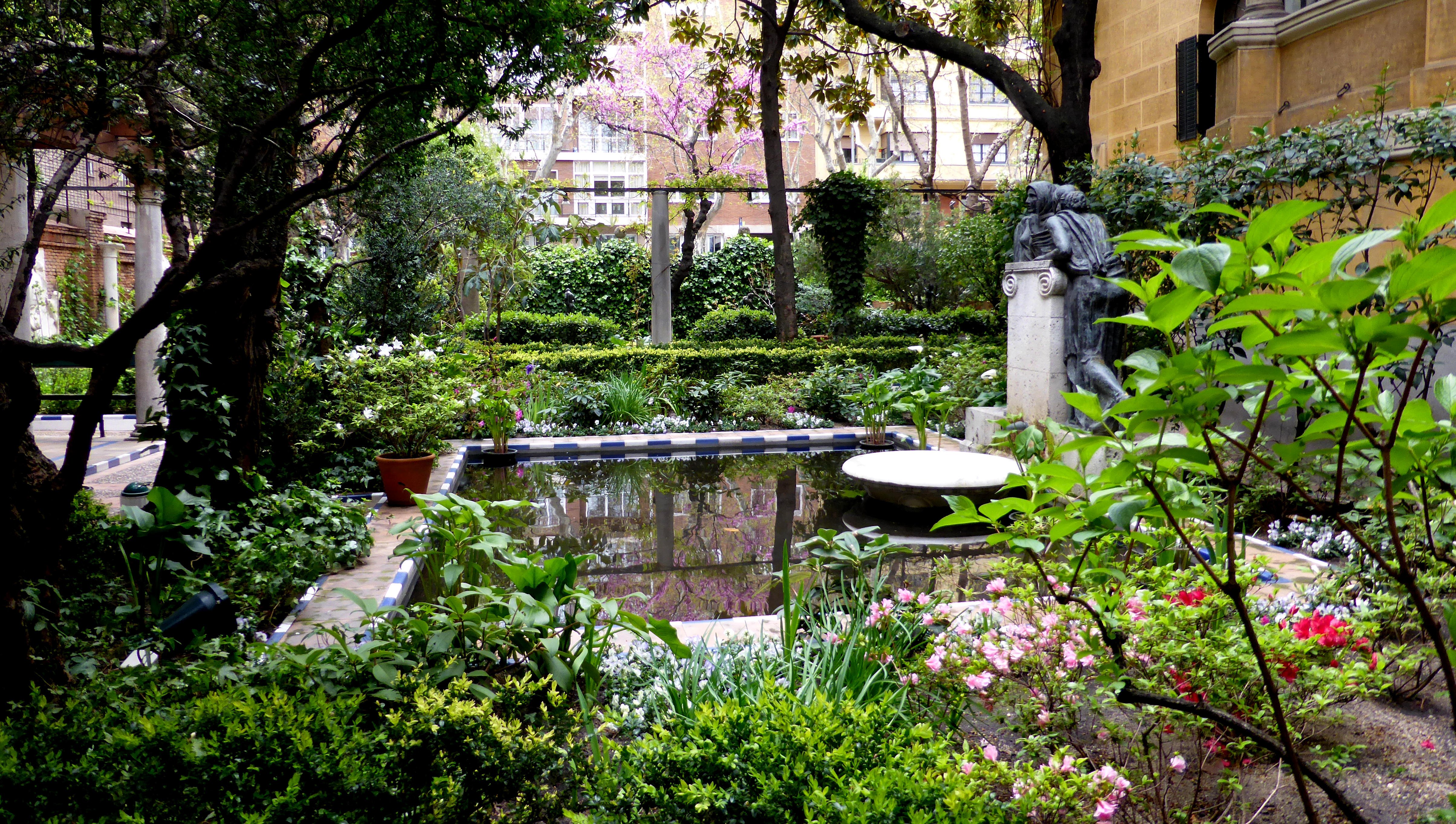
Jardín con la Fuente de las Confidencias

## Colecciones
Las colecciones del museo están compuestas por obras del propio Sorolla, objetos personales, así como muchos otros que como coleccionista reunió durante su vida. Del mismo modo, entre la colección se encuentran obras de sus familiares más allegados, como sus hijas María y Helena Sorolla, y de su yerno, Francisco Pons Arnau. La mayor parte de esta proviene del legado y las donaciones realizadas por los propios familiares del pintor, como son su mujer y sus tres hijos. Dado que esta institución responde a la tipología de casa-museo, en ella también tienen cabida los aspectos intangibles del espacio, como el uso de las distintas salas, la disposición del mobiliario o el gusto ornamental de la familia, entre otros elementos.

### Pintura
La colección de pintura es la más representativa del museo con 1294 obras de Sorolla, que abarcan distintos temas y formatos, como son sus famosas "notas de color", pinturas preparatorias que realizaba como estudio previo a la realización de una obra de mayor formato. Con motivo del centenario del pintor, el Ministerio de Cultura y Deporte adquiere tres pinturas para el museo pertenecientes a su etapa de formación: En la posada, El oferente y La esclava y la paloma. Desnudo.
También cuenta con 164 obras de otros pintores como Aureliano de Beruete, Anders Zorn o Martín Rico Ortega.

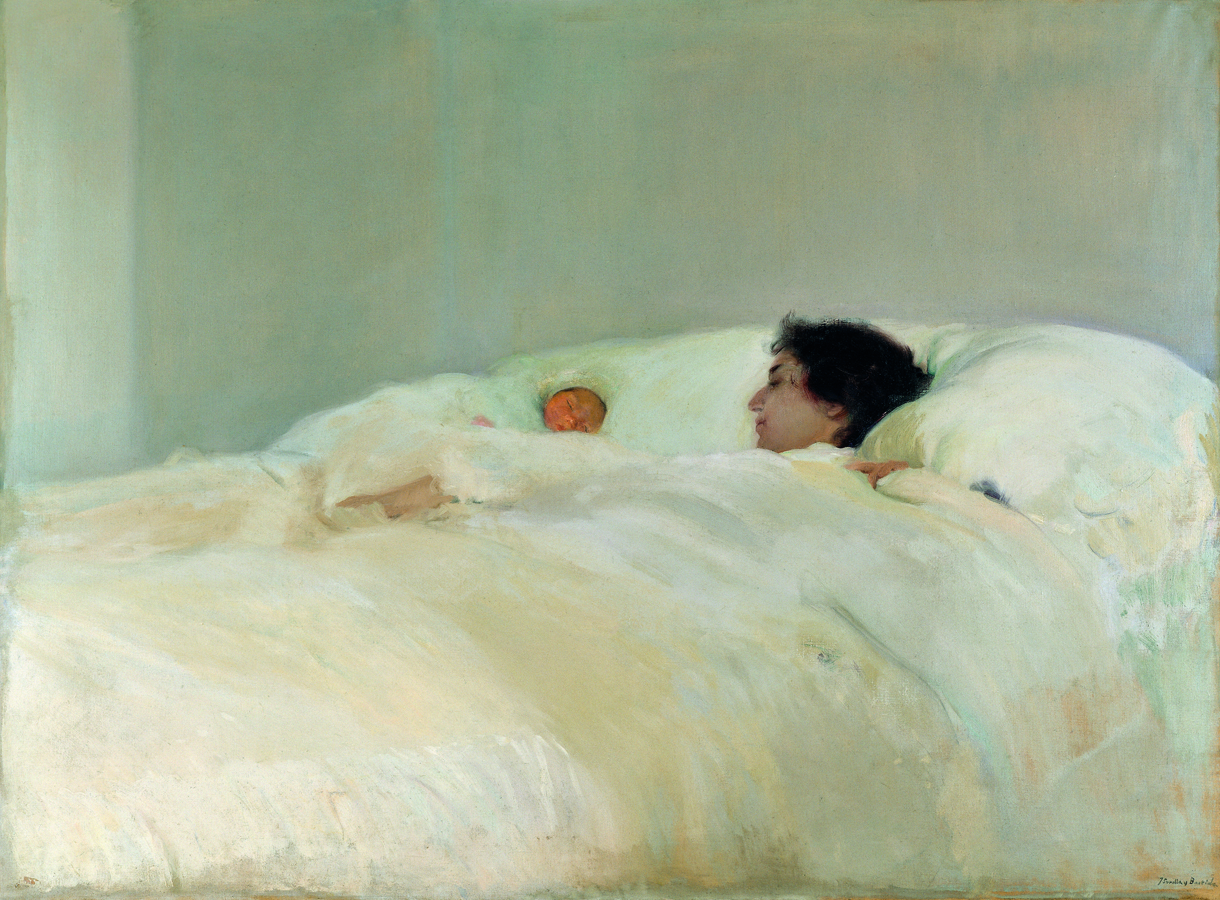
Madre
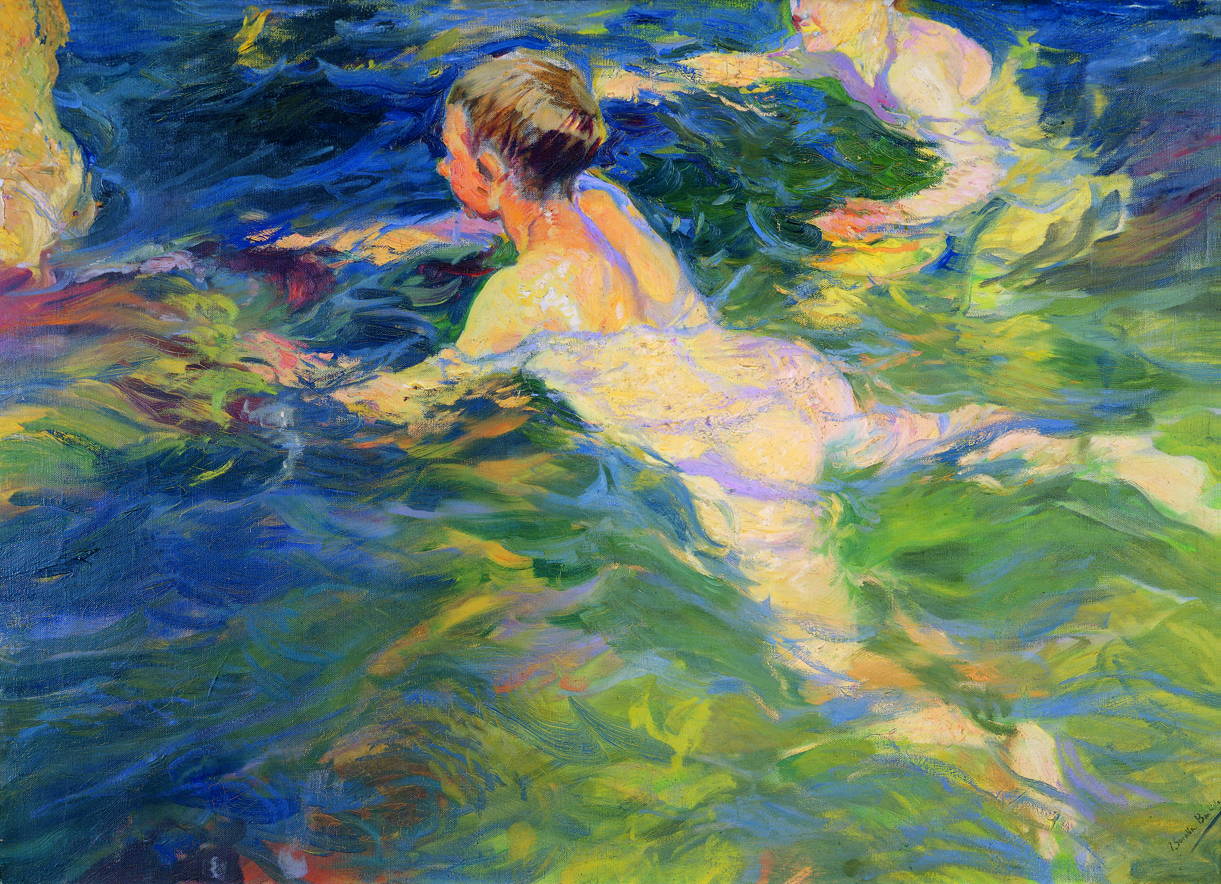
Nadadores, Jávea
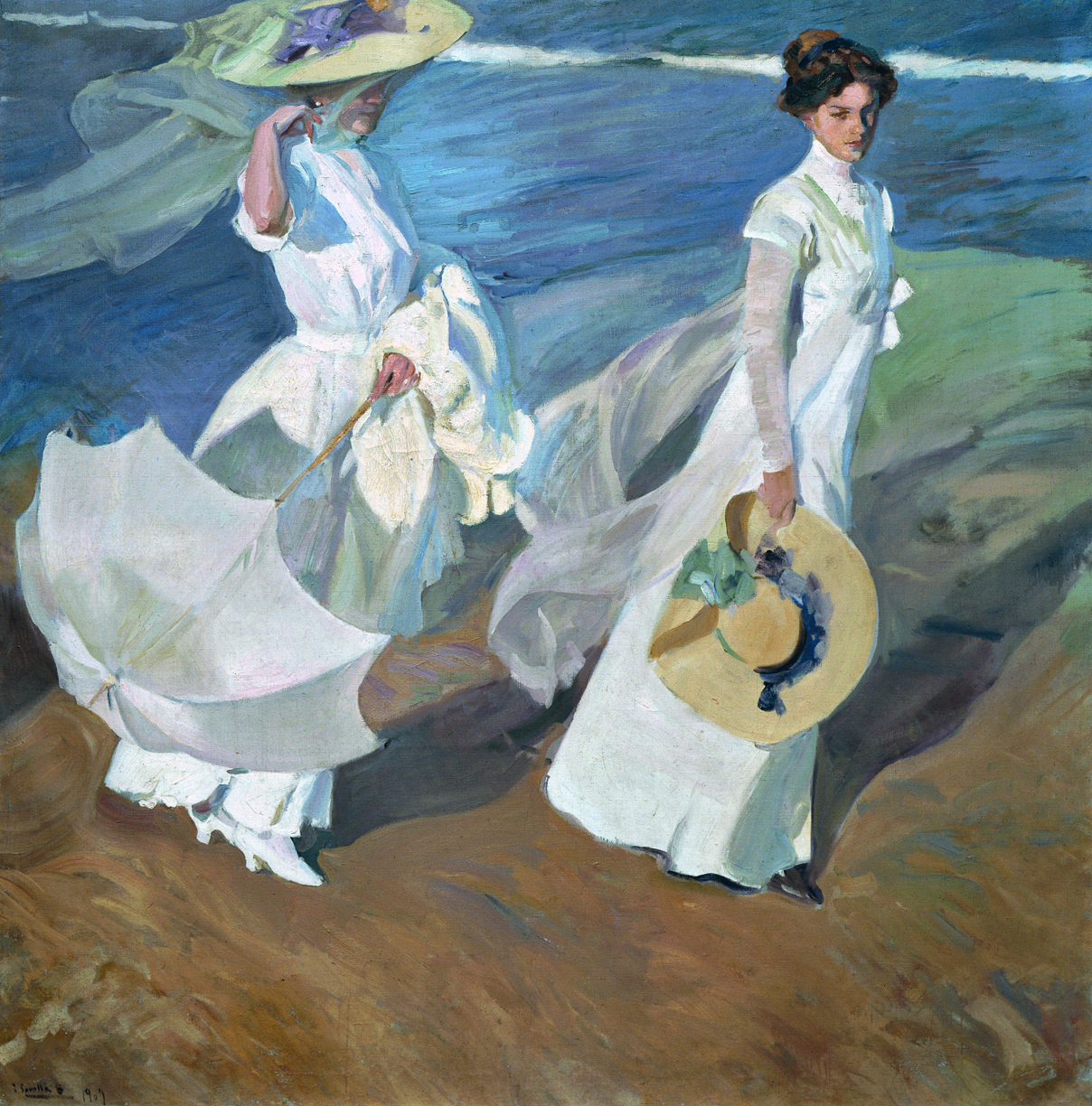
Paseo a orillas del mar
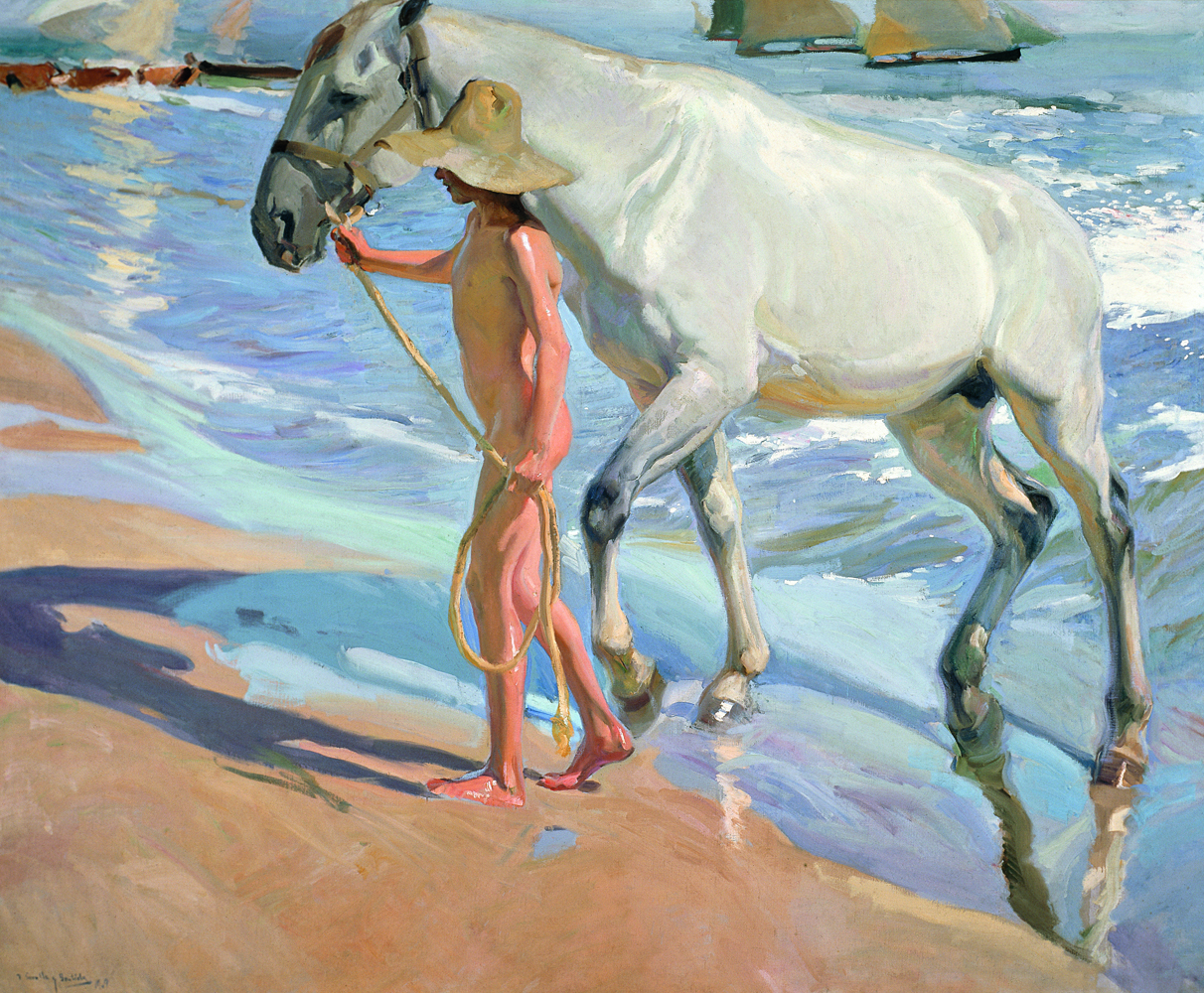
El baño del caballo
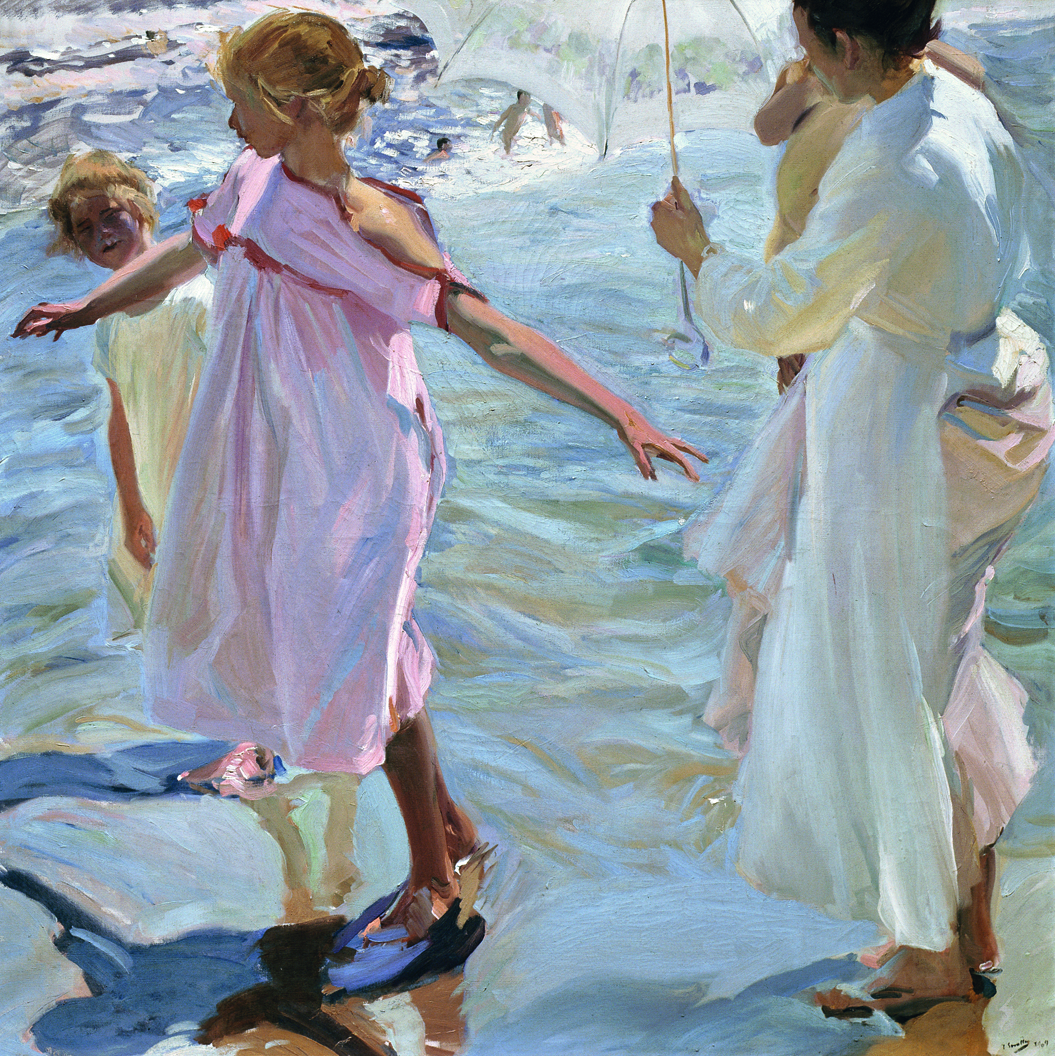
La hora del baño

### Dibujo
La colección de 4985 dibujos realizados por Sorolla incluye diseños para la fachada del edificio, sus jardines o interiores de la vivienda, además de carboncillos de la vida cotidiana del pintor. Suelen ser apuntes rápidos del natural que toma por entretenimiento o como ideas previas a sus cuadros.

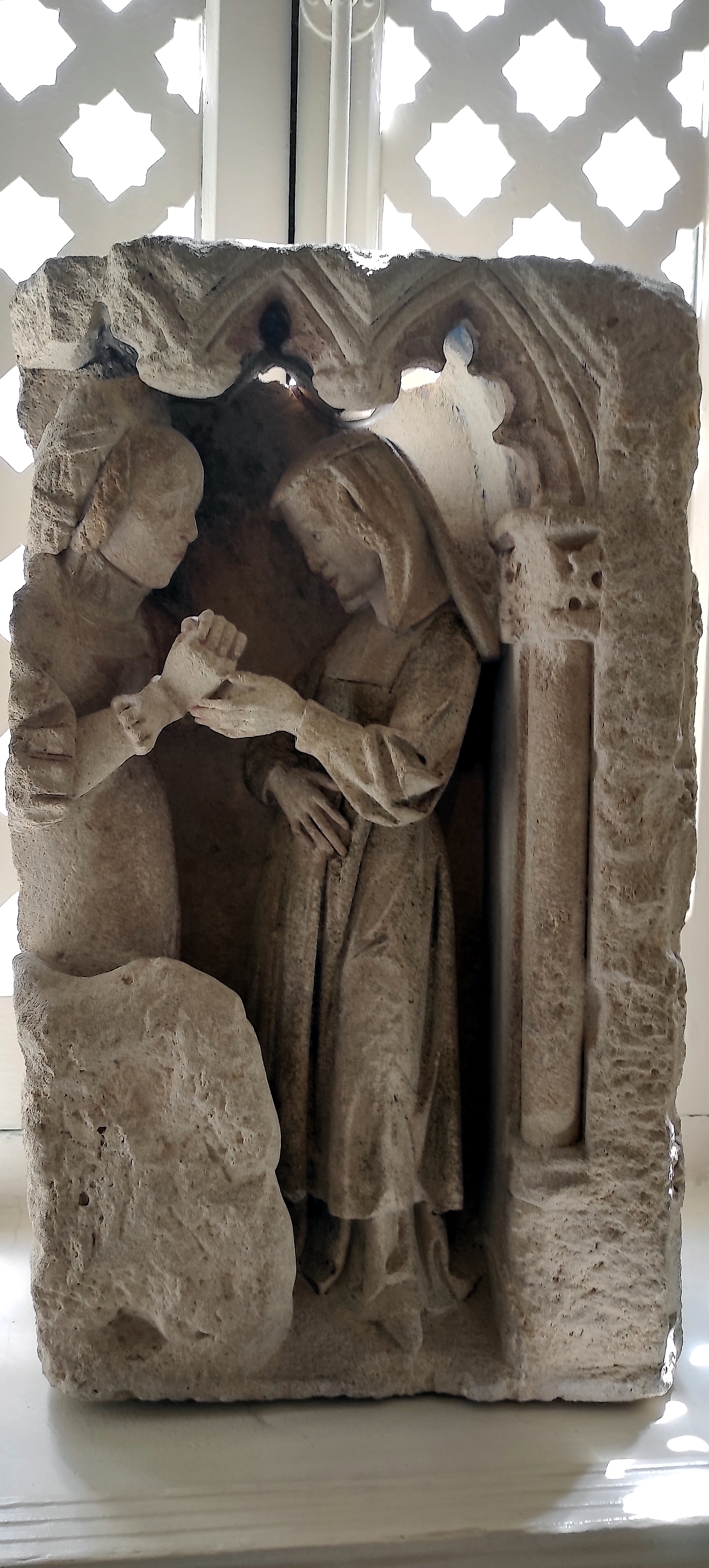
"La Visitación" ejemplo de talla gótica conservada, anónima, del y procedente del legado de la Vda. de Sorolla.

### Escultura
La colección de escultura está compuesta por 289 obras de diferentes épocas y principalmente de procedencia española que enriquecían la vivienda de la familia. Su origen es desconocido, aunque se tiene constancia de que algunos fueron regalos hechos al propio Sorolla. Destacan piezas de Rodin, Troubetzkoy así como de amigos del artista como Mariano Benlliure, Josep Clarà, Miguel Blay, José Capuz o de su hija, Elena Sorolla.

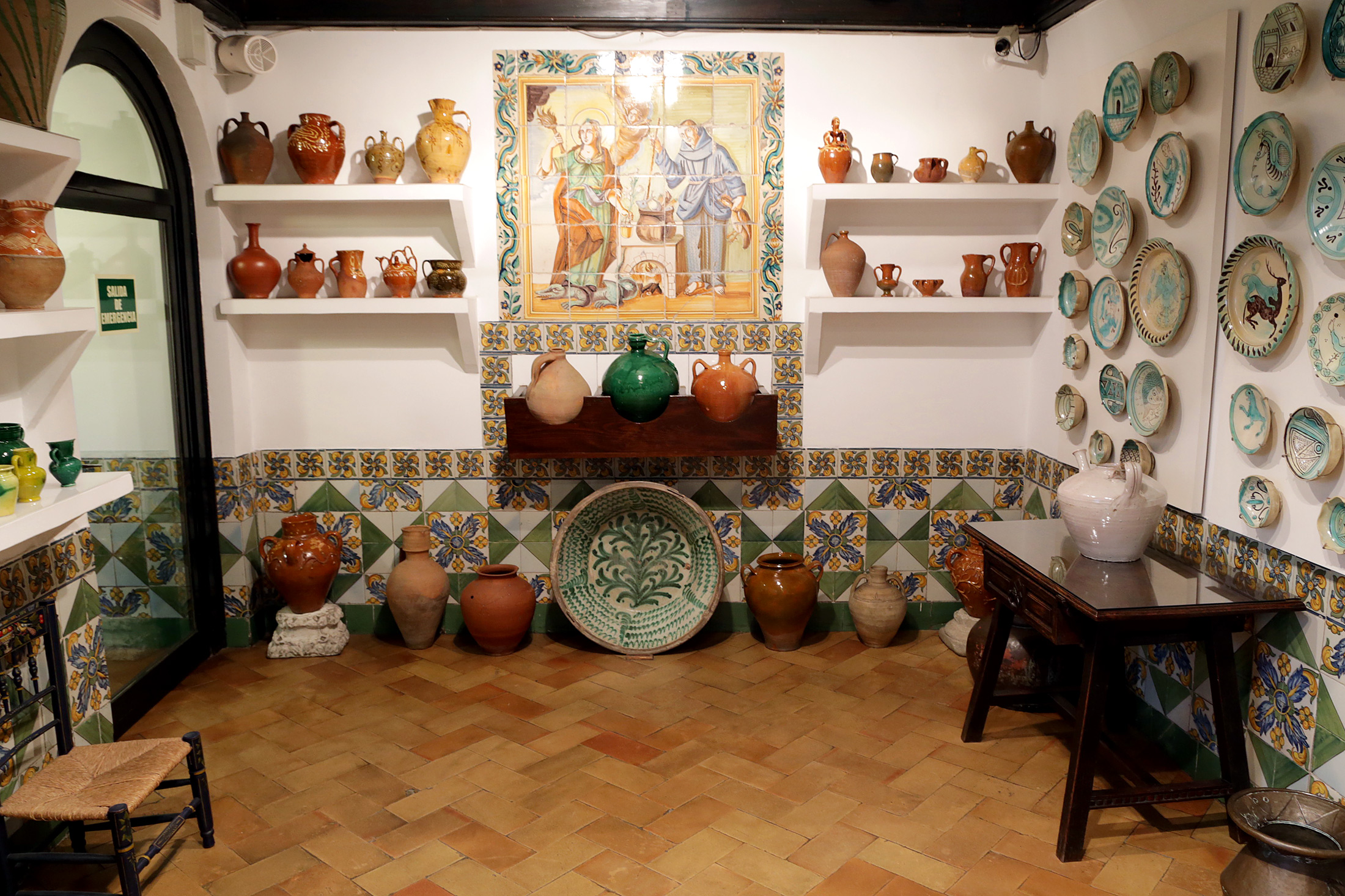
Parte de la colección de cerámica

### Cerámica
La colección de cerámica que alberga la casa-museo Sorolla es un testimonio claro del gusto del pintor por este tipo de elemento. Esta inclinación pudo deberse por los orígenes levantinos del artista, así como por los constantes viajes que realizó al sur de España para la realización de su encargo para la Hispanic Society, que le llevó utilizar azulejos, platos y jarrones de cerámica en la decoración de su propia vivienda. Además, esta colección ofrece una visión amplia de la cerámica peninsular desde el siglo XV hasta el XX, con obras de coetáneos al pintor como Daniel Zuloaga o Mariano Benlliure.

### Joyería
La colección consta de 269 piezas entre las que se encuentran joyas de carácter popular procedentes de diferentes regiones de España, siendo la joyería valenciana la que cuenta con una mayor presencia. De igual modo, también incluye piezas de origen bereber fruto de los viajes realizados por la familia.

### Textiles
Esta colección está constituida principalmente por aquella piezas adquiridas por Sorolla en sus viajes para el encargo de la Hispanic Society y que en su mayoría se corresponden con indumentaria tradicional de distintas regiones de los siglos XIX y XX. También incluye el ajuar doméstico de la familia y otros fragmentos de tejidos antiguos adquiridos por el pintor durante su vida.

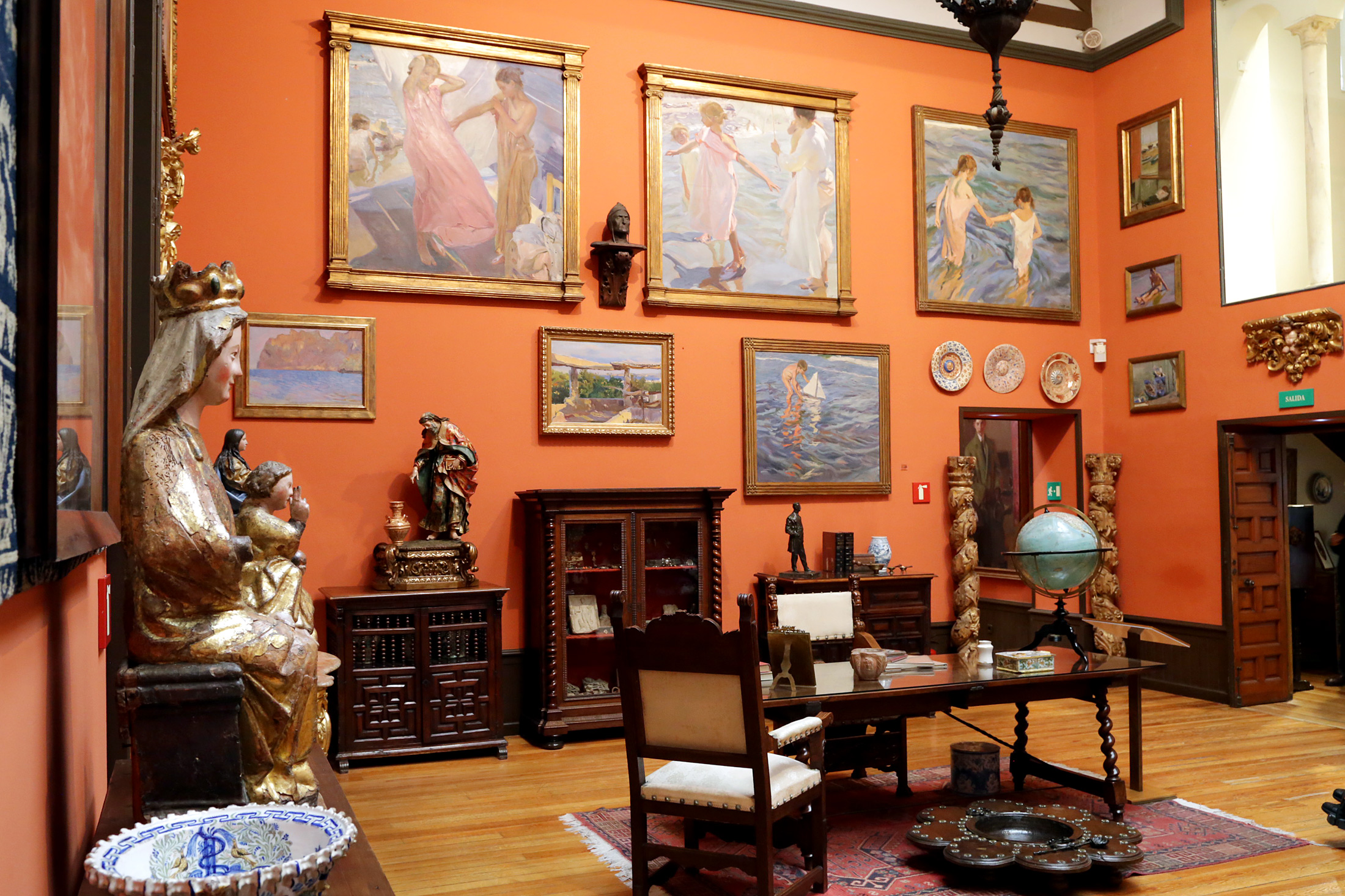
Mobiliario en la Sala III

### Mobiliario
La colección de muebles está constituida por 184 piezas que servían a la familia en su vivienda y que en su mayoría se conservan in situ. Tal y como marcaban los gustos de la época, esta se caracteriza por su carácter ecléctico, de este modo se pueden encontrar muebles de factura variada que datan del siglo XII, así como otros elementos de corte modernista como son las lámparas que alumbran distintas salas, diseñadas por Louis Confort Tiffany, o la cama con dosel de estilo árabe que se encontraba en el estudio del pintor.

### Miscelánea

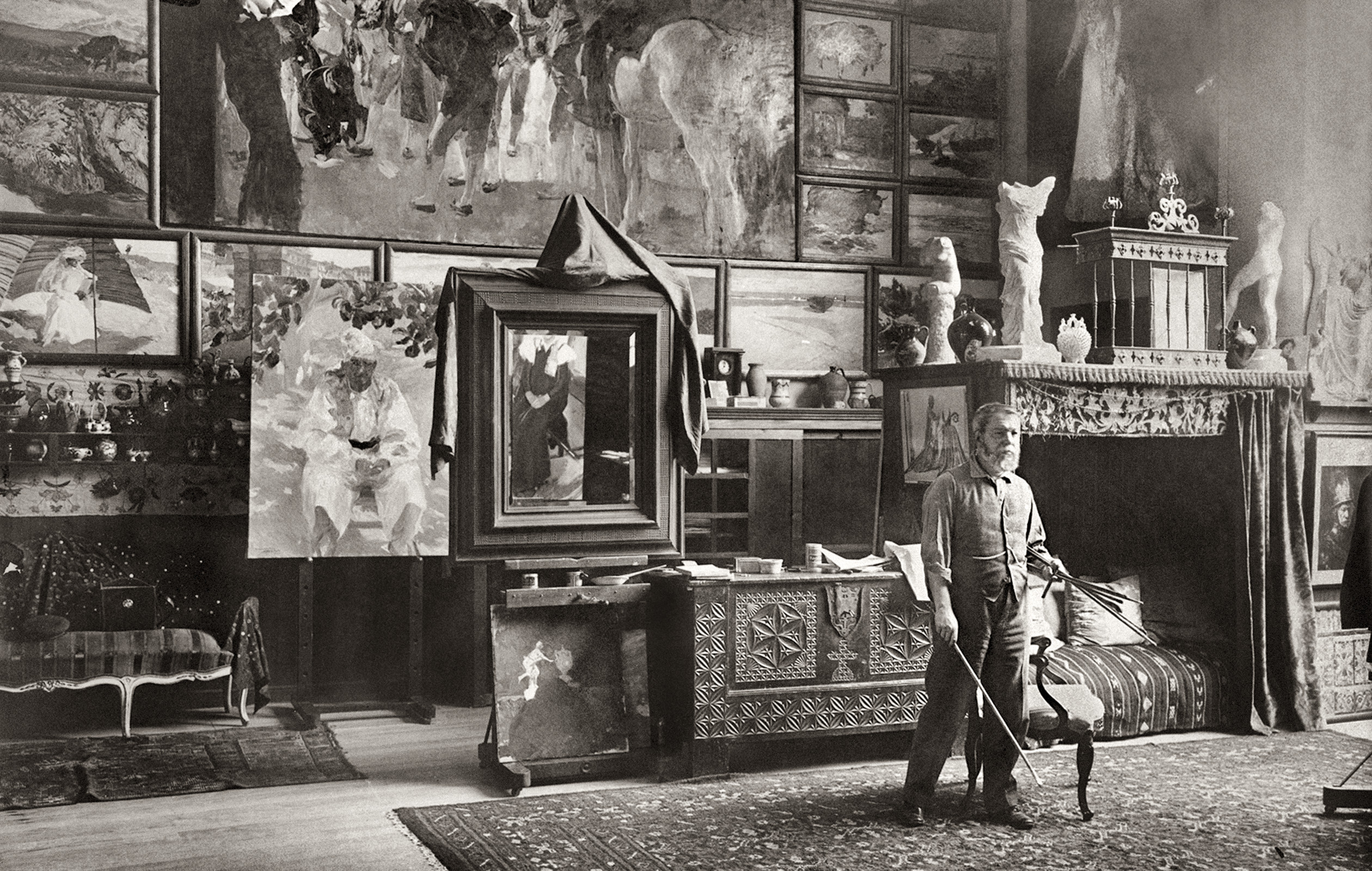
Sorolla en su estudio, de Ricardo de Rivero

Además de las ya nombradas, en las colecciones del Museo se encuentran objetos personales de gran valor pertenecientes tanto al pintor como a la familia. Estos responden a distintas naturalezas, de manera que podemos encontrar desde los enseres propios del valenciano, como sus pinceles, paletas o medallas obtenidas en distintas exposiciones nacionales e internacionales, así como una colección de metalistería y otros objetos de vidrio de diversas épocas.

### Fotografía antigua
Esta colección es la más extensa del Museo, con 7167 fotografías (copias originales en papel, negativos originales o positivos modernos). Esta colección fotográfica se debe, en gran medida, a Antonio García Peris, suegro de Sorolla, quien retrató a los miembros de la familia en múltiples ocasiones. El propio pintor también usaría la fotografía como instrumento de documentación para algunos de sus proyectos, como el encargo de la Hispanic Society.  De igual manera, en esta colección pueden encontrarse obras de otros fotógrafos afamados de la época, como Christian Frazen, Ragel, Laurent, Campúa o Kaulak entre otros.